# Tôn kính Đức Maria

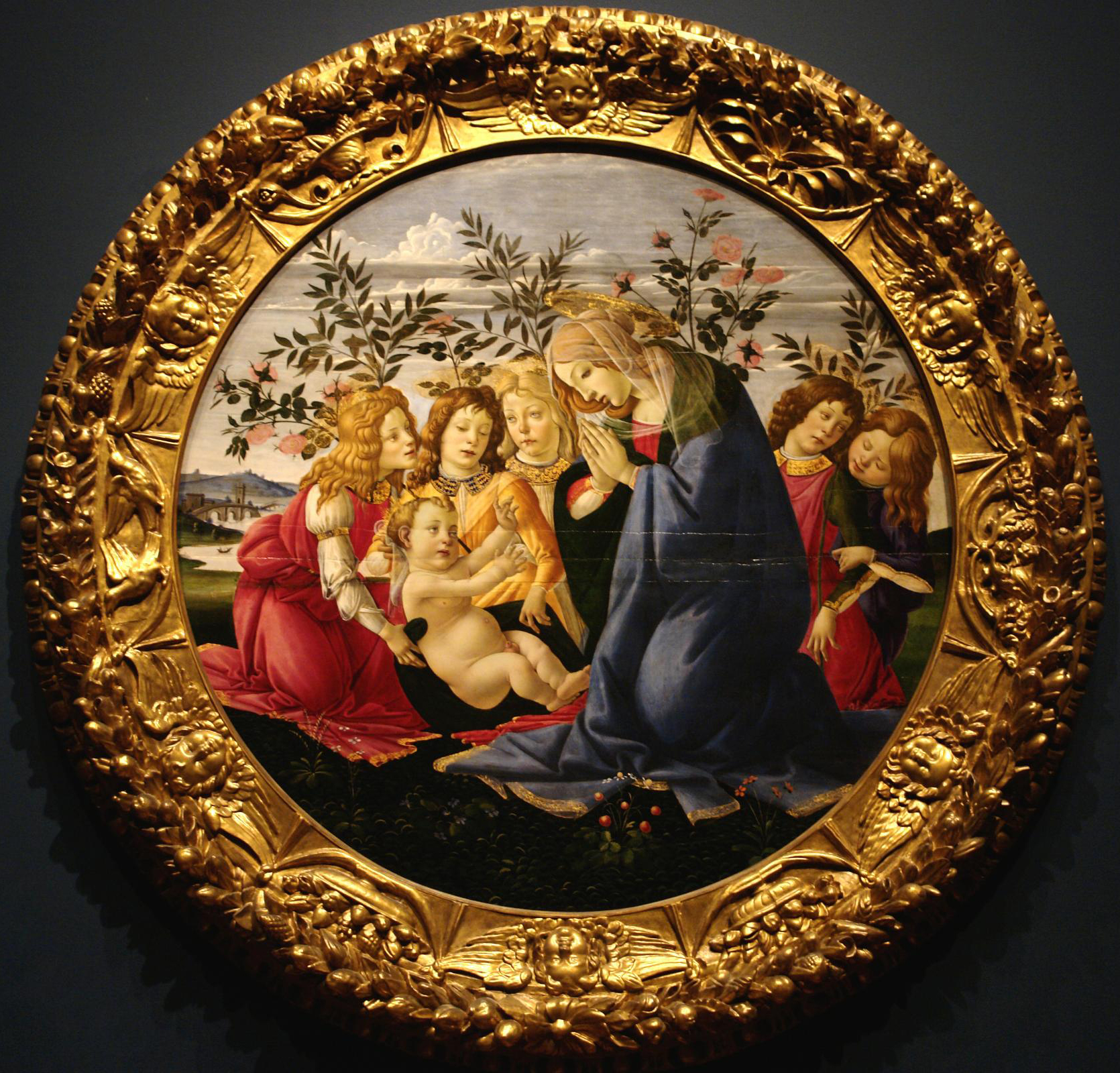
Đức Mẹ cùng năm thiên sứ, Botticelli, khoảng 1485.

Tôn sùng Đức Maria trong Kitô giáo là một hoạt động của một người hoặc nhóm người với Maria qua những lời cầu nguyện, việc làm đạo đức... Có rất nhiều cách biểu hiện khác nhau cho việc sùng kính Đức Mẹ như những lời cầu nguyện trong nhiều ngày của tuần cửu nhật, việc tôn kính các biểu tượng trong Kitô giáo hay chỉ đơn thuần là việc mặc Áo Đức Bà. Những lời cầu nguyện hay hành động tôn kính này có thể kèm theo lời thỉnh cầu xin Đức Mẹ cầu bầu cùng Thiên Chúa.
Không có một bằng chứng rõ ràng nào về việc tôn sùng Đức Maria trong những thế kỷ Kitô giáo đầu tiên. Tuy nhiên có những dấu hiệu để cho thấy một sự tôn kính nào đó. Sách Công vụ Tông đồ (1:14) mô tả: "Tất cả các ông đều đồng tâm nhất trí, chuyên cần cầu nguyện cùng với mấy người phụ nữ, với bà Maria thân mẫu Đức Giêsu". Các tác giả sau đó như thánh Inhaxiô thành Antiôkia, thánh Aristiđê, thánh Justinô, thánh Irênê đều có đề cập đến những quan niệm thần học về Đức Maria. Trong các bức vẽ ở các hầm mộ, người ta đã tìm thấy những hình ảnh về Đức Maria, điều này cho thấy rõ vị trí của người trong tư tưởng các tín hữu.
Phần đầu tiên của tin mừng ngoại thư của Thánh Giacôbê (thường được xem là thế kỷ II) đã chứng tỏ một sự tôn kính sâu sắc đối với sự trong sạch và thánh thiện của Trinh nữ diễm phúc và khẳng định sự đồng trinh của ngài trong khi sinh và sau khi sinh con. Một số đoạn văn trong Lời sấm Sibylla cũng đã trình bày vai trò nổi bật của Maria trong công trình cứu chuộc.
Sự tồn tại của giáo phái Collyridians mà thánh Êpiphaniô (khoảng 403) tố cáo về việc họ dâng của lễ bánh ngọt cho Đức Maria có thể được xem nhưng một bằng chứng về sự tôn kính Đức Maria ngay từ trước công đồng Êphêsô. Các thánh giáo phụ cũng dành sự tôn kính đặc biệt cho Đức Maria. Thánh Giêrônimô đã báo trước quan niệm Đức Maria là Mẹ Loài Người. Trong thánh thi của thánh Êphrem có đoạn: "Chúc tụng Đức Maria, Đấng mà không có lời cầu nguyện đã cưu mang và sinh hạ Chúa của tất cả những người con của các bạn Người. Những người đã và sẽ là trinh khiết hoặc công chính, các linh mục và các vua". Trong một vài thủ bản của quyển "Transitus Mariae" (có từ thế kỷ V), đã đề cập đến ba lễ kính hàng năm kính Đức Maria: một lễ hai ngày sau lễ sinh nhật; một lễ vào ngày 15 tháng Iyar (khoảng tháng 5) và một lễ vào ngày thứ 13 hoặc 15 của tháng Ab (gần tháng 8).